# Clue de la Fou
Ne doit pas être confondu avec Ruisseau de la Fou.
La Clue de la Fou est une cluse creusée par l'Agly, située entre les communes de Saint-Paul-de-Fenouillet en amont (au nord) et Lesquerde en aval (au sud), dans le département français des Pyrénées-Orientales.
À travers la Clue de la Fou, l'Agly entaille la barrière rocheuse sud du synclinal du Fenouillèdes, environ 5 km après avoir frayé son chemin dans les gorges de Galamus (chaînon nord du synclinal).
Le site abrite des sources d'eau tiède (de 21 °C à 27 °C) et une via ferrata.
On y trouve un petit pont d'origine romaine, décrit par Joseph Antoine Cervini et Antoine Ignace Melling lors de leur voyage à travers les Pyrénées en 1821.

## Galerie

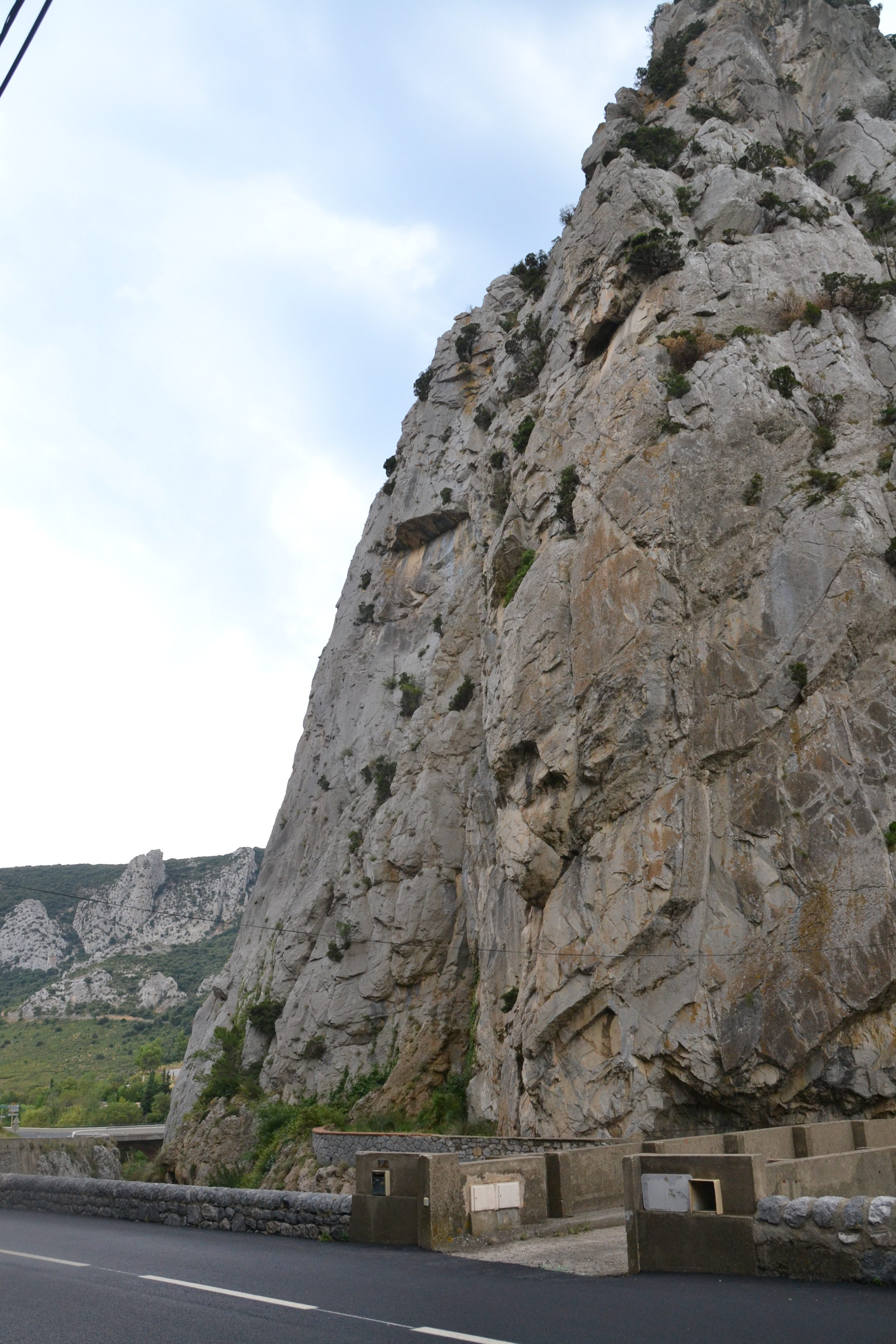
Paroi rocheuse.
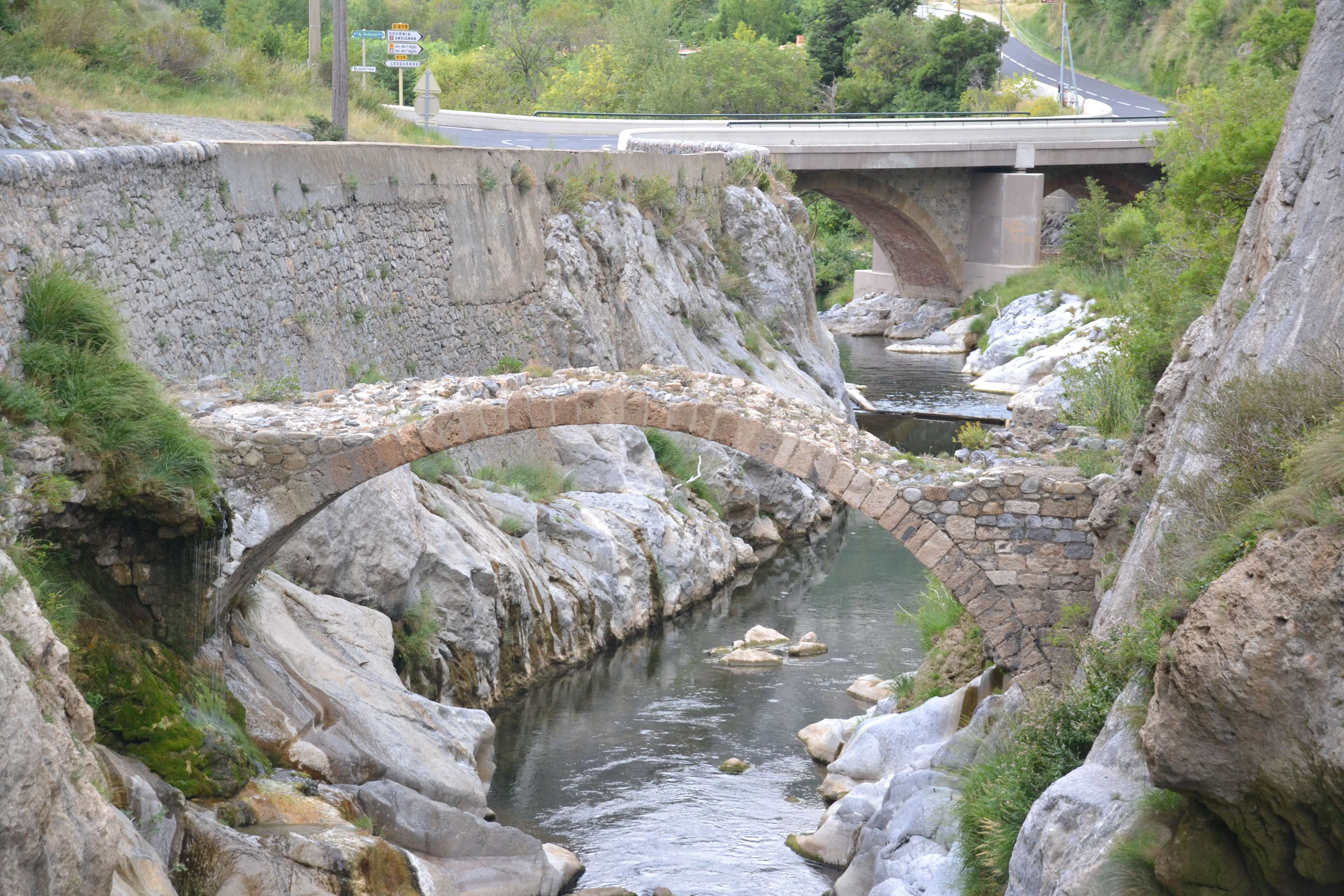
Le vieux pont.
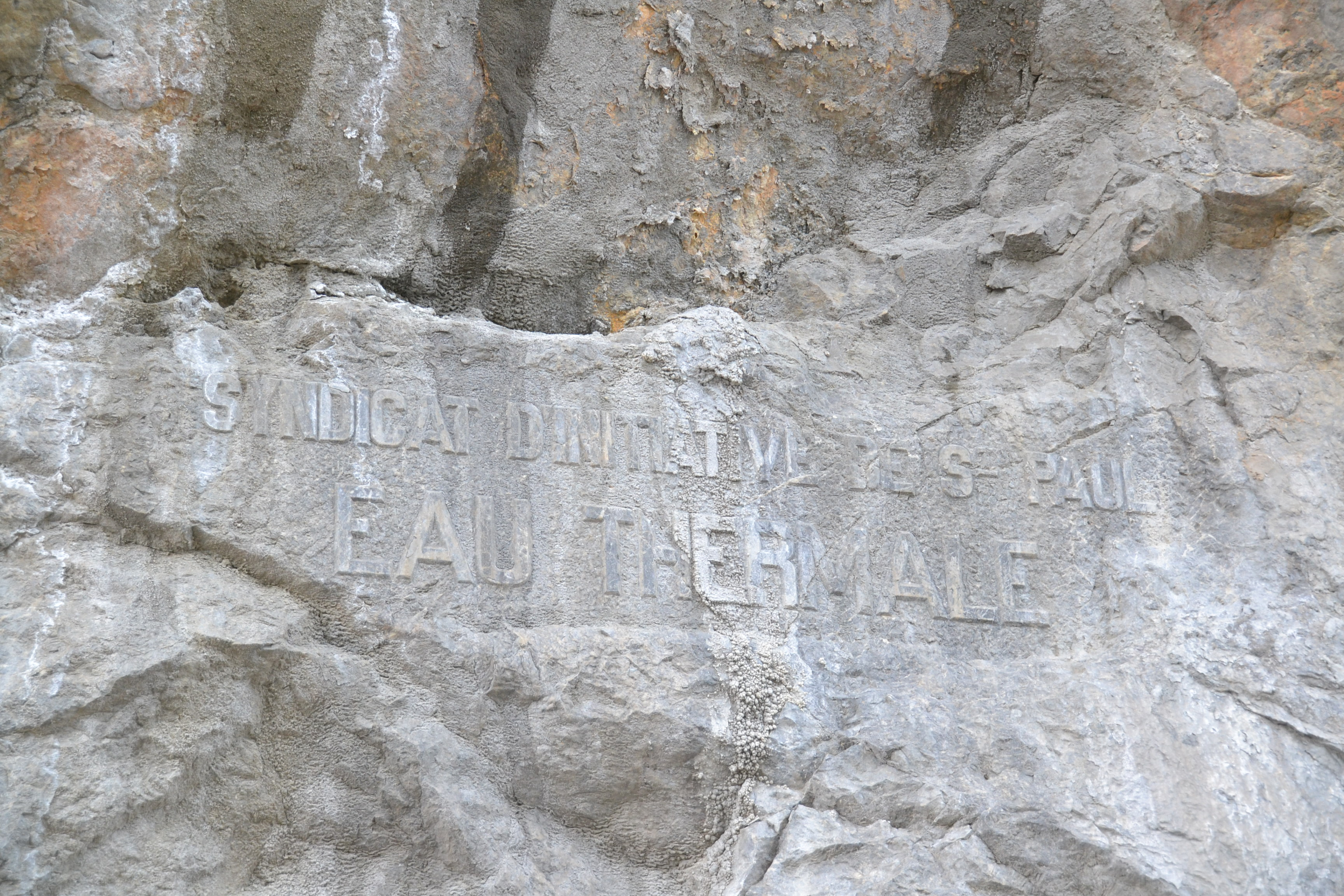
Site de la source.